# Créole antillais
 (juin 2022).
Si vous disposez d'ouvrages ou d'articles de référence ou si vous connaissez des sites web de qualité traitant du thème abordé ici, merci de compléter l'article en donnant les références utiles à sa vérifiabilité et en les liant à la section « Notes et références ».
 (juin 2022).
- Si vous ne connaissez pas le sujet, laissez ce bandeau (vous pouvez alors contacter les auteurs).
- Si vous supprimez le contenu mis en cause (vous pouvez préalablement contacter les auteurs),

argumentez précisément cette suppression dans la page de discussion
(un manque de référence n'est pas un argument ; une recherche réelle de référence doit avoir été effectuée, être formellement documentée).
Le créole antillais désigne la langue parlée dans la Caraïbe insulaire divisée en deux zones géographiques, les Grandes Antilles avec son créole haïtien puis celui des Petites Antilles avec sa langue parlée sur plusieurs îles ayant chacune ses variantes propres. Par abus de langage l'expression "Créole Antillais" tend à désigner le créole à base lexicale française parlé principalement dans les Petites Antilles uniquement. Sa grammaire et son vocabulaire incluent des éléments de langues européennes, principalement les langues latines du nord de la France, caribéennes et africaines.

## Contexte géographique

### Périmètre antillais

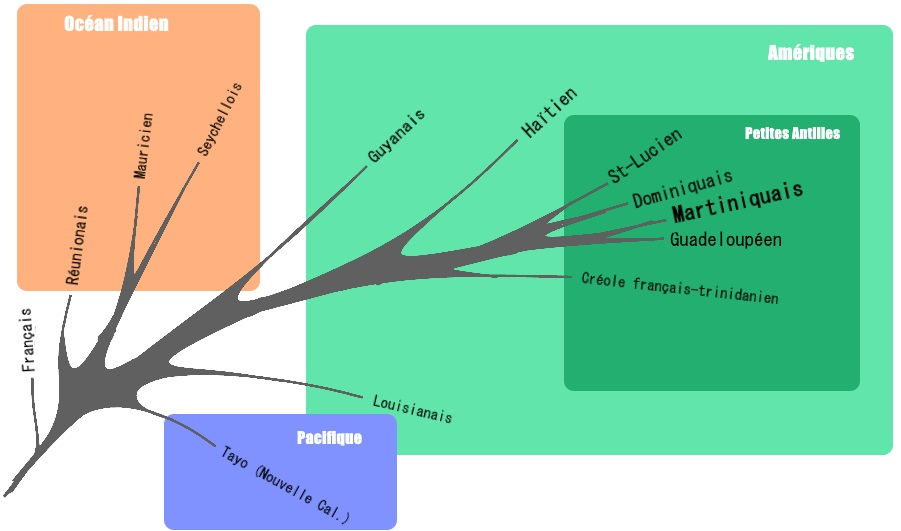
Parenté entre créoles à base lexicale française.

On peut distingué deux groupes principaux géographique et linguistique dans les Antilles, celui des Grandes Antilles et celui des Petites. L'intercompréhension entre ces deux groupes est possible mais malgré une grande parti du vocabulaire en commun et un fonctionnement de la grammaire grandement  similaire elle est limitée par du vocabulaire clé qui varie et des mots pour la grammaire basique différents. Il reste tout de même facile de commencer à totalement se comprendre pour peu que l'un des deux aie des bases dans la langue de l'autre.
| Français   | Créole des Grandes Antilles | Créole des Petites Antilles |
| ---------- | --------------------------- | --------------------------- |
| Je         | Mwen, M                     | Mwen, An, Man, Mon          |
| Tu         | Vou, Ou, w                  | Vou, Wou, Ou                |
| Il, Elle   | Li, L, I                    | Li, I                       |
| Nous       | Nou, N                      | Nou                         |
| Vous       | Nou, N                      | Zòt, zò                     |
| Ils, Elles | Yo, Y                       | Yo                          |

| Temps              | Grandes Antilles | Petites Antilles |
| ------------------ | ---------------- | ---------------- |
| Présent progressif | ap, ape          | ka               |
| Passé composé      | ø                | ø                |
| plus que parfait   | té               | té               |
| passé continu      | t ap             | té ka            |
| futur proche       | ap, apé          | kay, key, kalé   |
| futur lointain     | pral             | ké               |
| futur continu      |                  | ké ka            |
| conditionnel       | ta               | té ké, sa        |

### Périmètre du créole des Grandes Antilles
Ce créole est parlé à Haïti, il varie d'accent et de vocabulaire du Nord au Sud du pays, cela dit l'intercompréhension est totale et le pays considère qu'il n'y a qu'une langue avec des variante régionales. On distingue trois variantes dialectales : le créole du Nord (incluant Cap-Haïtien), le créole du Centre (dont la capitale Port-au-Prince) et le créole du Sud. L'intercompréhension entre ces trois variétés de créole haïtien demeure aisée, malgré les différences phonétiques ou lexicales, d'autant que les habitants du pays parlent à la fois leur propre dialecte régional et celui de Port-au-Prince pour des raisons pratiques. Au Nord du pays la formation de la possession se forme en mettant un "a" entre le sujet et le pronom possessif on retrouve cela dans le créole guadeloupéen,.

### Périmètre du créole des Petites Antilles
Ce créole est parlé en Martinique et Guadeloupe, à Sainte-Lucie et La Dominique ainsi que marginalement à Grenade, Trinité-et-Tobago et Saint Thomas.
Tout comme le créole haïtien il varie du Nord au Sud sur l'archipel des Petites Antilles, chaque île a sa variété qui est admise comme une langue à part entière malgré une compréhension quasi totale. Les différences majeurs se font avec le créole guadeloupéen qui est moins nasal, plus guttural et formant sa possession avec un "a" ou un "an" entre le sujet et le pronom possessif, ayant le mot "biten" et non "bagay" et formant la question avec et "ka" et non un "sa" ou "kisa" des autres variantes. Notons que les îles anglophones utilisent bien plus le "w" que les îles francophones, ils diront "kwéyòl" là ou les francophone disent "kréyòl".
En 2022, le créole antillais compte plus d'un million de locuteurs. En incluant les 7 millions de locuteurs haïtiens, « c'est le groupe numérique le plus important des créolophones dans le monde entier ».

### Variétés
Il existe différentes variétés, qu'Ethnologue, Languages of the World regroupe avec deux codes ISO 639-3 :
- créole haïtien

- gcf : créole guadeloupéen
  - créole martiniquais
  - créole marie-galantais
  - créole saintois
- acf : créole saint-lucien
  - créole dominiquais
  - créole trinidadien
  - créole grenadien
  - créole vénézuélien
  - créole panaméen

Le taux d'intercompréhension entre les différentes variétés du créole antillais parlé aux Petites Antilles est très élevé, de l'ordre de 95 à 100 %. Par contre, les créoles haïtien et guyanais bien que disposant d'un vocabulaire ayant de nombreuses similitudes avec celui des Petites Antilles, présentent des différences grammaticales et syntaxiques réduisant le taux d'intercompréhension entre les créolophones de ces zones,.

## Orthographe
Il y a quelques variations d’écriture entre les îles : par exemple on utilise 'dj' et 'tj' à Ste Lucie, Dominique et  Martinique, tandis qu’on utilise 'gy' et 'ky' en Guadeloupe. 
Cela traduit quelques différences de prononciation, en effet, certains mots sont prononcés différemment selon le lieu, par exemple : 
'cœur'
kè      /kɛ/
kyè   /cɛ/
tjè    /t͡ʃɛ/
À Ste Lucie et en Dominique la lettre 'r' se prononce comme l’anglais /ɹ/ tandis qu’en Guadeloupe et Martinique c’est la prononciation française de /ɣ/.

## Grammaire

### Pronoms personnels
| Français    | Créole antillais   |
| ----------- | ------------------ |
| je          | an/ mwen/ man/ mon |
| tu          | ou/you/vou/w       |
| il / elle   | li/i /jè           |
| nous        | nou                |
| vous        | zò/zòt/hò/hòt      |
| ils / elles | yo/ yé             |

### Adjectifs possessifs
| Français | Créole antillais                      |
| -------- | ------------------------------------- |
| mon, ma  | ... mwen / ...an-mwen / ...mon        |
| ton, ta  | ... ou / ...'w/ ...aw/ ...a vou/...òw |
| son, sa  | ... li / ay / 'y/ a-li/ èy            |
| notre    | ... nou / an-nou                      |
| votre    | ....ou/ a zòt/ zò                     |
| leur     | ... yo/ a yo/ yé                      |

## Vocabulaire

### Mots courants en créole antillais
| Mots   | Créole antillais  |
| ------ | ----------------- |
| amour  | lanmou            |
| boire  | bwè/ brè          |
| dormir | dòmi/ donmi/ démi |
| eau    | dlo/ glo          |
| faire  | fè                |
| femme  | fanm              |
| feu    | difé              |
| homme  | nonm              |
| jour   | jou               |
| lit    | kabann / kouch    |
| manger | manjé / nannan    |
| mer    | lanmè             |
| nuit   | lannwit / lannuit |

### Anatomie
| Français  | Créole antillais              |
| --------- | ----------------------------- |
| aisselle  | anba bwa                      |
| bouche    | bouch,djèl,djok,gèl,djol,gyèl |
| bras      | bwa                           |
| cerveau   | sèvèl,mwèlatèt                |
| cheveu    | chivé                         |
| cheville  | chivi                         |
| cil       | plimzyé, pwèl-zié             |
| cuisse    | kuis,tjuis                    |
| corps     | kò                            |
| cou       | kou                           |
| coude     | koud                          |
| cœur      | kè,tjè,kyè                    |
| crâne     | kran                          |
| dent      | dan                           |
| doigt     | dwèt                          |
| dos       | do                            |
| épaule    | epòl,zépòl                    |
| fesses    | bouda,bonda,fès,tjou,kyou     |
| front     | fon, douvan-tèt               |
| gencive   | sansiv                        |
| genou     | jénou,jounou,jinou,junou      |
| gorge     | gòj                           |
| jambe     | janm                          |
| joue      | ponm figi                     |
| langue    | lang                          |
| lèvre     | lèv                           |
| mâchoire  | machwè,machwa                 |
| main      | men,lanmen                    |
| menton    | manton, mimin                 |
| moelle    | mwèl                          |
| narine    | twou né,zévan, zèl-nen        |
| nez       | né,nen                        |
| nombril   | lonbrik                       |
| ongle     | zong                          |
| oreille   | zòwèy, zòrèy                  |
| orteil    | zòtèy                         |
| os        | zo, zoklèt                    |
| œil       | zyé, jé                       |
| paupière  | do zyè,kal a zyé              |
| peau      | po                            |
| pénis     | koulouk,kòk,kal,lolo,koko     |
| pied      | pyé, zago                     |
| poignet   | ponnyèt                       |
| poil      | pwal,pwèl                     |
| poitrine  | lèstonmak,tété                |
| poumon    | poumon,fwa-mou                |
| sang      | san                           |
| sourcil   | sousi                         |
| squelette | èskèlèt                       |
| testicule | boul gwenn, grenndé           |
| tête      | tèt, kabèch                   |
| tympan    | tandézon, kan-tèt             |
| veine     | venn                          |
| ventre    | vant,bouden                   |
| visage    | figi,fidji,figu               |

### Animaux
| Animaux       | Créole antillais                                        |
| ------------- | ------------------------------------------------------- |
| abeille       | mouch an myèl, vonvon myèl, djèp,myèl                   |
| anguille      | zandji, zangi                                           |
| aigle         | malfini                                                 |
| âne           | boukèt, bouwik, bouwikèt                                |
| baleine       | balenn, balèn                                           |
| bouc          | bouk                                                    |
| cabri         | kabwi, kabrit                                           |
| canard        | kanna                                                   |
| chameau       | chanmo                                                  |
| chat          | chat                                                    |
| chauve-souris | chichòt, genbo, djenbo                                  |
| chenille      | chini, chuni                                            |
| cheval        | chival, chouval, chuval, chwal                          |
| chien         | chyen                                                   |
| cochon        | kochon                                                  |
| colibri       | foufou                                                  |
| coq           | kòk                                                     |
| crabe         | kwab                                                    |
| dindon        | kodenn                                                  |
| éléphant      | léfan, zanba                                            |
| fourmi        | fonmi, foumi,fomi                                       |
| grenouille    | gounouy, gounouj, grènouy                               |
| guêpe         | gèp, gyèp, djèp                                         |
| hippocampe    | chèval lanmè, chival lanmè, chouval lanmè, chuval lanmè |
| iguane        | léza                                                    |
| lambi         | lanbi                                                   |
| lapin         | lapen                                                   |
| libellule     | zing zing, zinglèt, marisosé                            |
| mangouste     | manglous                                                |
| méduse        | brilan                                                  |
| mouton        | mouton                                                  |
| opossum       | mannikou                                                |
| ours          | lous                                                    |
| oursin        | chadron                                                 |
| papillon      | papiyon                                                 |
| perroquet     | jako, jakowépèt                                         |
| poule         | poul                                                    |
| poulpe        | chatou                                                  |
| raie          | ré                                                      |
| rat           | rat                                                     |
| raton laveur  | rakoun                                                  |
| sanglier      | kochon-bwa, kochon-mawon                                |
| scorpion      | èskòpyon, èskoupyon                                     |
| serpent       | sèpan, bèt-long, koulèv                                 |
| taureau       | Bèf, Mal-bèf                                            |
| tigre         | tig                                                     |
| tortue        | tòti, karèt, kawann, mòlòkòy                            |

femelle → fimèl ... (ex : chienne → fimèl chyen)
bébé → ti ... (ex : chiot → ti chyen)

### Couleurs
| Français | Créole antillais                   |
| -------- | ---------------------------------- |
| beige    | bèj                                |
| blanc    | blan                               |
| bleu     | blé                                |
| gris     | gwi                                |
| jaune    | jòn                                |
| marron   | kako                               |
| noir     | nwè                                |
| orange   | zowanj, oranj, jòndabriko, zabriko |
| rose     | wòz                                |
| rouge    | wouj                               |
| vert     | vè, vèt                            |
| violet   | vyolèt, vyolin                     |

clair → ... pal (ex : bleu clair → blé pal)
foncé → ... fonsé (ex : bleu foncé → blé fonsé)

### École
| Français   | Créole antillais                            |
| ---------- | ------------------------------------------- |
| ardoise    | ladwaz                                      |
| banc       | ban, ban-fennyan                            |
| cahier     | kayé                                        |
| cantine    | lakantin                                    |
| cartable   | sak lékòl                                   |
| chaise     | asiz, chèz, sizé                            |
| ciseaux    | sizo                                        |
| classe     | klas                                        |
| colle      | lakòl, kòlta, lagli                         |
| cours      | kou, lison                                  |
| craie      | lakwé, lakré                                |
| crayon     | kwéyon, kréyon                              |
| école      | lékòl                                       |
| enfant     | ich, timoun, zanfan, timanmay, manmay, yich |
| enseignant | mèt lékòl                                   |
| gomme      | gòm, gonm                                   |
| livre      | liv                                         |
| stylo      | pwennbik, plim                              |
| table      | tab                                         |
| université | linivèsité                                  |
| vacances   | vakans                                      |
| week-end   | wikenn, wikann                              |

### Fruits et légumes
| Français                           | Créole antillais                           |
| ---------------------------------- | ------------------------------------------ |
| abricot                            | zabwiko                                    |
| amande                             | zanmann                                    |
| ananas                             | zannanna                                   |
| aubergine                          | bélanjè, béléjenn                          |
| avocat                             | zabèlbòk, zabòka, zaboka                   |
| banane                             | bannann, fig, pòyò                         |
| calebasse                          | kalbas                                     |
| carambole                          | kawanbòl                                   |
| carotte                            | kawòt                                      |
| casse                              | kas                                        |
| champignon                         | zòwèy bwa                                  |
| châtaigne                          | chatenn, chatenny, grennpen, labapen       |
| chou                               | chou, chouponm                             |
| citron                             | sitron, sitwon                             |
| comcombre                          | konkonm                                    |
| épinards                           | zépina                                     |
| fruit à pain                       | foubap, fouyapen, fwiyapen, penbwa, bwapen |
| gombo                              | gonbo                                      |
| goyave                             | gouyav, griyav, gwiyav                     |
| lentilles                          | lanti                                      |
| mangue                             | mango                                      |
| noix                               | nwa                                        |
| oignon                             | lonyon, zonnyon, zonyon                    |
| orange                             | zoranj, zowanj, zowany, jowany             |
| pamplemousse                       | chadèk                                     |
| papaye                             | papay                                      |
| pistache, cacahuète, noix de cajou | pistach                                    |
| poivron                            | piman dou                                  |
| pomme                              | ponm, ponm-fwans                           |
| pomme de terre                     | ponmditè, ponm tè                          |
| potiron                            | jiwomon, jòmou, joumon, joumou             |
| salade                             | salad                                      |
| tomate                             | tonmat, tanmadòz                           |

arbre → pyé ... (ex : cerisier → pyé siwiz)

### Nombres
| Nombre | Créole antillais  |
| ------ | ----------------- |
| 0      | zéwo              |
| 1      | yonn/yunn/on/yenn |
| 2      | dé/deu            |
| 3      | twa               |
| 4      | kat               |
| 5      | senk              |
| 6      | sis               |
| 7      | sèt               |
| 8      | ywit              |
| 9      | nèf               |
| 10     | dis               |
| 11     | wonz              |
| 12     | douz              |
| 13     | twèz              |
| 14     | katòz             |
| 15     | kenz              |
| 16     | sèz               |
| 17     | disèt             |
| 18     | dizywit           |
| 19     | diznèf            |
| 20     | ven               |
| 30     | twant             |
| 40     | kawant            |
| 50     | senkant           |
| 60     | swasant           |
| 100    | san               |
| 1 000  | mil               |

### Nourriture et boissons
| Français        | Créole antillais       |
| --------------- | ---------------------- |
| beurre          | bè/beu                 |
| café            | kafe                   |
| confiture       | konfiti/konfitu        |
| eau             | dlo/glo                |
| farine          | farin                  |
| fromage         | fonmaj/fomaj/fwomaj    |
| gâteau          | bonbon/gato            |
| jus             | ji/ju                  |
| lait            | lèt                    |
| miel            | myèl, siwomyèl         |
| œuf             | zé/zeu                 |
| pâte            | lapat                  |
| poisson         | pwason, pwèson         |
| riz             | diri                   |
| sel             | sèl                    |
| sucre           | sik/suk                |
| sucre en poudre | sik lizin              |
| thé             | dité                   |
| viande          | vyann                  |
| vinaigre        | vinèg                  |
| yaourt          | yawout, yayout, yarout |

### Verbes courants
| français        | créole antillais                                                                                      |
| --------------- | --- |
| acheter         | achté, gannyé, ganyen, genyen                                                                         |
| accoucher       | mètba, mèlba, mèt atè, miba                                                                           |
| aider           | bay on pal, bay on soukou, édé, rédé, bay on sèkou, bay on lanmen, bay on kenbé tèt                   |
| aimer           | enmé, enmen, kontan, jalou, jaja, pri si, renmen, renmé, anmé, lòv, an lanmou, mò pou, malad a, malad |
| allumer         | limé, limen                                                                                           |
| applaudir       | bay waka, bat men                                                                                     |
| avoir           | ni, tini, tin, gen                                                                                    |
| avoir besoin de | bizwen, bouzwen, bizen                                                                                |
| boire           | bwè                                                                                                   |
| brûler          | boulé, brilé, bwilé                                                                                   |
| casser          | kasé, krazé                                                                                           |
| changer         | chanjé, touné                                                                                         |
| chanter         | chanté                                                                                                |
| chasser         | chasé                                                                                                 |
| chercher        | aché, chaché, chèché, èché                                                                            |
| choisir         | chwazi, chwézi                                                                                        |
| courir          | kouwi                                                                                                 |
| creuser         | fouyé                                                                                                 |
| dansé           | dansé                                                                                                 |
| détester        | hayi, hay, rayi, ray, jay                                                                             |
| devoir          | dòt, dòtèt, dèt, dètèt, dwèt, dwètèt, ni pou, tini pou, tin pou, pou                                  |
| dire            | di |
| dormir          | dòmi, donmi                                                                                           |
| essayer         | éséyé, séyé                                                                                           |
| être            | sé, yé                                                                                                |
| faire           | fè |
| habiter         | wèsté, wété, rété, rèsté, biké                                                                        |
| lire            | li |
| manger          | manjé, manhé, nannan                                                                                  |
| mentir          | manti                                                                                                 |
| mourir          | mò, twépasé, mouri, monté an galilé                                                                   |
| nager           | najé                                                                                                  |
| naître          | fèt                                                                                                   |
| parler          | palé, langanné                                                                                        |
| penser          | chonjé, sonjé, lidé, dòmi-révé                                                                        |
| pouvoir         | pé, sa, ka, kapab                                                                                     |
| sourire         | souri                                                                                                 |
| trouver         | touvé, twouvé, jwenn                                                                                  |
| tuer            | tchouyé, tchwé, kyouyé, touye                                                                         |
| uriner          | lagé dlo, pisé                                                                                        |
| vendre          | vann                                                                                                  |
| vouloir         | lé, vé, vlé, veu                                                                                      |